# Raimbaut de Caromb
Ne doit pas être confondu avec Raimbaut (II) de Caromb, dernier grand commandeur de l'ordre du Temple ou avec Raimbaud de Voczon, un dignitaire de l'ordre de Saint-Jean de Jérusalem qui officiait à la même époque en Hongrie.
Raimbaut de Caromb est un dignitaire de l'ordre du Temple du milieu du XIIIe siècle qui fut successivement maître de province en Hongrie, maître cismarin et maître en Provence.

## Anthroponymie
Le parcours de Raimbaut de Caromb nous est principalement parvenu au travers des chartes dans lesquelles il apparait. La graphie de son nom étant assez variable selon les lieux et royaumes d'où émanent ces chartes:
- 1235 : « Andreas D(ei) G(ratia) rex Hungarie... Quum igitur fidelis frater R. de Karop, magister militiae Templi per regnum nostrum... »[1]
- 1239 : « Bela Dei gratia Hungariae, Dalmatiae, Czowatiae...rex...Dilectum ac fidelem nostrum fratrem Rembaldum de Carumb magistrum toties dictae domus...  », confirmation par Béla IV des privilèges accordés par André II (1235)[2]
- 1239 (décembre) : « ...dictis mercatoribus in civitate Sennie, quando capta et combusta fuit tempore fratris Rambaldi de Carono, magistri Hungarie, currente anno domini millesimo ducentesimo trigesimo nono, mensi decembri, indictione tertia decima, ...»[3]
- 1240 (avril) : « Quod, cum abbas et conventus monasterii de Toplica, iam dudum postulassent a fratre Rembaldo de Karump, magistro domus Templi per regnum Hungarie et ab aliis fratribus domus Templi... »[4],[5]
- 1245 (13 septembre) : « Reribaudo de Caron pauperis Templi citra mare vicem magistri gerentem »[6]
- 1245 (18 octobre) : « de Caron pauperis milicie Templi citra mare vicem magistri gerens » (Bellomo, p. 89)
- 1246 (mai) : « Nos igitur frater Ramballus de Carone in cismarinis partibus vice magister et frater Guillelmus de Cardona domorum milicie Templi in Aragonia et Catalonia minister »[7] Ici
- 1246 : « Tenens locum magistri in partibus citramarinis »
- 1250-51 (24 janvier) : « Frater Raembaldus de Carone , magister domorum militiae Templi in Provincia » , Montpellier[8]
- 1252 (avril) : « ...de Carone...Beata Maria Aregrandis... »[N 2] , Var et Hautes-Alpes[9]
- 1253 (5 mai) : « frère Raimbaud de Caroub maistre des Templiers en Provence »[10]
- 1253 (16 mars) : « ...de voluntate et ascensu fratrum ejusdem domus, scilicet : fratris Rembaudi de Carone, magistri tunc Provincie, et fratris B. capellani ipsius Rembaudi...  », Le Puy-en-Velay[11]
- 1254 (17 octobre)[N 3]: « dominus frater Rambaudus magister domorum milicie Templi in Provincia », Pézenas[12]
- 1255 : « ...et specialiter ergà fratrem Raembaudum de Carone, Magistrum domorum militiae Templi in Provincia,... », Cahors[13]
- 1258 (24 avril): « vobis domino fratri Rasimbaudo de Carumpo domorum milicie Templi in provincia magistro », Pézenas[14]
- 1259 (9 juin): « ? »[N 4] , Avignon[15]
- 1251-59 : « Raimbaldus de Carumpo, de Caro »[16]

Selon les différents ouvrages et la langue dans laquelle ils sont rédigés, on le trouvera mentionné avec le nom suivant :
- en français : Raimbaud de Caromb, Raimbaud de Caron, Raimbaud de Caroub
- en anglais : Rembald of Caromb
- en hongrois : Rembald de Karump
- En italien : Rombaldo di Caron

## Histoire et faits marquants
Les débuts de ce dignitaire au sein de l'ordre du Temple ne sont pas connus. On ignore le lieu où il a été reçu et l'âge qu'il avait au moment de sa réception. On ne sait pas non plus s'il a occupé des fonctions moindres avant de devenir maître de Hongrie ou s'il se trouvait en Terre sainte avant de rejoindre ce royaume en prenant part éventuellement à la cinquième ou à la sixième croisade ? Son prédécesseur comme maître de cette province semble être Rainardus Argentar, uniquement attesté en 1229, ce qui ne permet pas de dater avec précision l'année où Raimbaut commence son magister.

### Maître de la province de Hongrie
La première mention de Raimbaut de Caromb (R. de Karop) en Hongrie date de 1235 dans une confirmation des privilèges accordés à l'ordre du Temple par André II de Hongrie. Un frère Rembaudus est également mentionné en 1237 et 1238 mais il s'agit du prieur de la province hospitalière de Hongrie.  
On ajoutera une charte de 1248 dans laquelle Jacopo Tiepolo, doge de Venise trouve un accord avec les templiers pour la protection de ses marchands car elle nous apprend qu'en décembre 1239, les templiers de Sjeng se sont rendus coupables d'avoir agressé les dits marchands en capturant et brulant leurs biens alors que Raimbaut de Caromb était maître en Hongrie. 
En avril 1240, il tient le chapitre général (provincial) de l'ordre à Glogonca.

#### Bataille de Mohi (Muhi)
Pour un article plus général, voir Invasion mongole de l'Europe.
Une certaine confusion demeure en ce qui concerne l'identité du maître (de province) du Temple qui a participé à la bataille de Mohi (11 avril 1241) au moment de l'offensive mongole sur le royaume de Hongrie. Le même constat s'applique pour la bataille de Legnica deux jours auparavant  (9 avril 1241) dans le duché de Silésie. Les deux batailles étant distantes de plus de 600 kilomètres. 
Sachant que deux chroniques du XIIIe siècle mentionnent le ou les maîtres templiers qui se trouvaient en Europe centrale à ce moment-là sans jamais les nommer: 
- Thomas de Split « l'archidiacre » (en), contemporain de ces événements, mentionne la mort du maître du Temple et de tous les frères qui l'accompagnaient pendant la bataille de Mohi[25].
- Une chronique anonyme datant de la fin de ce siècle fait état d'une lettre de Pons d'Albon, alors maître de la province de France, adressée au roi de France dans laquelle il l'informe de la mort d'Henri II le Pieux, duc de Pologne ainsi que de tous les frères de l'ordre excepté trois frères qui ont réussi à s'échapper au moment de la bataille de Legnica. Ce dignitaire indique également que leur maître en ... n'est pas venu au chapitre car il rassemble des hommes pour marcher contre les tatares[26]

Concernant les événements en Hongrie (Mohi), on sait avec certitude que Raimbaut de Caromb était présent dans ce royaume en avril 1240,. Pour ne citer que les publications les plus récentes, certains historiens croates et hongrois mentionnent sa mort l'année suivante durant cette bataille. Ce point de vue étant rejeté par les médiévistes français Damien Carraz ou encore Pierre-Vincent Claverie  pour qui ce maître de Hongrie  est devenu ensuite magister cismare. Selon une autre hypothèse, le maître tué en Hongrie pourrait être Jacques de Mont-Réal (Jacobus de Monte Regali). On y opposera la source primaire (charte) sur laquelle figure ce maître car elle est officiellement répertoriée pour l'année 1290 bien que l'année exacte ne soit pas visible. Ce document est relatif à des possessions à Dubica or les templiers ne sont entrés en possession de ce diocèse qu'en 1269. Le point de vue d'Elena Bellomo est que ce maître est le même que Giacomo de Monte Regali qui était en Lombardie en 1285. Une troisième hypothèse est qu'il s'agit d'un troisième individu dont le nom ne nous est pas parvenu et qui aurait été maître de la province de Hongrie entre mai 1240 et avril 1241. 
On trouve également le nom de Rembald de Voczon dans certains ouvrages mais ce n'est pas un templier. Il s'agit du maître de province des hospitaliers en Hongrie et en Slavonie et la participation des hospitaliers à cette bataille n'est pas prouvée.

Pour la bataille de Legnica : plutôt Gebhard maître d'Allemagne compte tenu de la lettre du maître de la province de France. Cette lettre est mentionnée dans une chronique postérieure, fin XIIIe siècle, ce n'est pas l'original.

### Commandeur de Safed?
Si on suit l'opinion de Pierre-Vincent Claverie, Raimbaud de Caromb est parti pour l'Orient en 1240 puisque ce serait lui qui accueille Benoît d'Alignan, l'évêque de Marseille  au moment de son passage à Safed. Toujours selon ce même auteur, il y serait resté comme commandeur. A contrario de Damien Carraz qui situe cet événement en décembre 1241 et qui n'y associe pas Raimbaut de Caromb. L'hypothèse selon laquelle ce frère templier serait Raimbaut est également proposée par Marie-Luise Bulst-Thiele. Cette information est tirée du « De Constructione Castri Saphet », une chronique rédigée vers 1260-66 dans laquelle le dignitaire templier est nommé selon les sources Raymundus, Reinardus ou encore Rainhardus de Caro.

### Maître en deçà-mer
Raimbaud de Caromb est mentionné pour la première fois en tant que maître en deçà-mer (magister cismare, citra mare) en septembre/octobre de l'année 1245. Il s'agit d'un document relatif à une dispute opposant la commanderie de Gorra et la ville de Chieri dans le Piémont. Il confie la résolution de ce litige à Giacomo de Bosco alors maître de la province d'Italie. Puis en mai 1246, on le trouve toujours comme magister cismare mais cette fois-ci en Espagne aux côtés du maître de la province d'Aragon et de Catalogne, Guillaume de Cardona. On voit également Martin de Grañena, au service  du maître en deçà-mer, qui reçoit la baillie de Vallfogona en 1246

### Maître de la province de Provence
Son prédécesseur en tant que maître de Provence  était Roncelin de Fos (it) que l'on trouve jusqu'en 1250 lorsque Guillaume III de Baux fait une donation aux templiers à Orange. (?)
La première charte dans laquelle Raimbaut de Caromb apparaît est donc de 1251 car elle est de Janvier. Dans cet acte rédigé à Montpellier, il confirme le partage de la ville de Palluet en faveur d'Alphonse de Poitiers avec l'accord des templiers d'Auvergne. Ce partage ayant été initialement réalisé par Gilbert Hérail alors maître en deçà-mer en faveur de Philippe Auguste et comprenait également la moitié de Salajac (fin XIIe siècle)
En avril 1252, il procède à un échange de propriété avec le prieuré Sainte-Marie de Lagrand. Il cède alors les biens que possédait l'ordre à La Beaume (La Baume, église Notre-Dame), au Poët et à Orpierre (possessions de la maison du Temple de Lachau) en échange de l'église d'Entraigues (Saint-Pierre)  et des églises qui s'y rattachaient, en particulier celle de Vidauban, le tout devenant propriété de la commanderie du Ruou. Mais c'est Rostang de Buis, commandeur du Ruou qui se charge de remettre en son nom l'église de La Baume  à l'évêque de Gap. Le 5 mai 1252, il est à Saint-Gilles du Gard pour une sentence arbitrale qui clôt le litige qui l'opposait à Feraud de Barras, le prieur hospitalier  de Saint-Gilles à propos des limites entre deux métairies, l'une du Temple (Clairefarine) l'autre de l’Hôpital (Canavère). 
Il est présent au Ruou au début de l'année 1253, concluant avec Boniface de Gaubert, seigneur de Salernes un accord dans lequel le maître de la province rétrocédait les droits de taille que les templiers détenaient  sur cette ville en échange du droit d'Albergue que ce seigneur avait auprès de 21 chevaliers de Villecroze. On le trouve ensuite donnant son accord pour un échange relatif à la commanderie du Puy en Auvergne en mars 1253.
En août 1254, il est à Alès dans le Gard se faisant confirmer par le roi de France, Louis IX la donation de la seigneurie de Générac puis à la fin de l'année à Pézenas pour régler un différend. 
Au début de l'année 1255 ou 1256 (février), un seigneur de Mazolan du nom de Guillaume lui rend hommage à Montpellier. Son nom apparait aussi dans une charte de  donation de l'évêque de Cahors aux templiers en 1255 et qui concerne les églises de Cratz et de Saint-Laurent . C'est en 1256 qu'il obtient la confirmation de la donation d'Entraigues par le pape Alexandre IV (7 mars) puis Bertrand, évêque de Fréjus en fait autant le 28 juin. 
Il est encore à Pézenas le 24 avril 1258 pour l'achat d'une maison. Le dernier acte dans lequel il apparaît semble être celui de juin 1259 à Avignon lorsque Peire de la Milice lui prête une somme à nouveau pour l'acquisition d'une maison.
Roncelin de Fos qui a entretemps occupé la charge de maître d'Angleterre succède à Raimbaut en 1259/60. C'est ce dignitaire qui dirige le chapitre provincial de Provence le 3 mai 1260 à Saint-Gilles.
Le Gallicarum Militiae Templi domorum mentionne également Raimbaut de Caromb en 1263 (La Villedieu-du-Temple ?) . Il faut peut-être rattacher cette mention à son homonyme qui a été reçu vers 1264/65 et qui sera le dernier grand commandeur templier de Chypre . C'est d'ailleurs Roncelin de Fos, successeur de Raimbaut à partir de 1260 qui a effectué cette réception à Richerenches. On sait tout au moins que Roncelin de Fos transigea avec Florent, l'archevêque d'Arles en 1263 au sujet des droits de la métairie de Saliers (commanderie de Saint-Gilles) et qu'il était alors maître en Provence.

## Les dignitaires templiers de son époque (1235-1260)
- Maîtres de l'ordre: Armand de Périgord (1232-1245), Richard de Bures (1245-1247), Guillaume de Sonnac (1247-1250), Renaud de Vichiers (1250-1256)[52], Thomas Béraud (1256-1273)
- Vice-maîtres: Guillaume de Rocaforte (1244-1245)
- Grands commandeurs[53]: Barthelemy de Moret (1240), Pierre de Saint-Romain (1241)[54], frère Gilles (1250), Amaury de La Roche (1262)[55], Guillaume de Montignan (1262-...)
- Maréchaux: Hugues de Montlaur (1242-1244)[56], Renaud de Vichiers (1249-1250)[52], Hugues de Jouy (1251-1252)[57], Hugues du Quiliou (1256)[58],  Étienne de Sissey (1260-1262)
- Commandeurs de la terre[53]: Étienne d'Ostricourt (1249-50)[59], Guy de Bazainville (1256)[60], Mathieu Sauvage (1261)
- Maîtres cismarins: Hugues de Montlaur (1235), Pierre de Saint-Romain (1238)[54], Guy de Bazainville (1258-1260)[60]
- Maîtres de province:
  - Allemagne: Gebhard (1238-1244), Johann (1251), Widekind (1262-1279)
  - Angleterre: Robert de Sandford (1229-1248), Roncelin de Fos (1250-1259), Amadeus de Morestello (1259-1260), Amblard de Vienne (1261-1266)
  - Aquitaine: Guillaume de Sonnac (1236-1246), Foulques de Saint-Michel (1247-1253), Hugues Grisard (1254-1258), Guy de Bazainville (1262-1264)[60]
  - Aragon & Catalogne (séparée de la Provence): Raymond de Serra (1240-1243), Guillaume de Cardona (1244-1252), Hugues de Jouy (1254-1258)[57], Guillaume de Montañana (1258-1262)
  - Castille, León & Portugal: Estève de Belmonte (1229-1237), Martín Martínez (1241-1244), Pedro Gómez (1247-1249), Paio Gómez (1250-1253), Martín Núñez (1253-1265)
  - France: Pierre de Saint-Romain (1238)[54], Renaud de Vichiers (1242-1243, 1246-1248)[52], Guy de Bazainville (1243, 1251-1255)[60], Amaury de La Roche (1256, 1265-1271)[55], Foulques de Saint-Michel (1258), Humbert de Pairaud (1261-1264)
  - Provence & parties des Espagnes: Hugues de Montlaur (1234-1238)[56], Estève de Belmonte (1239-...)
  - Provence (séparée de l'Aragon): Estève de Belmonte (...-1246), Roncelin de Fos (1248-1250), Raimbaut (1251-59), Roncelin de Fos (1260-1267)